# Diego O'Connor White
Diego O'Connor White (Benicarló, 13 de julio de 1867 - Alicante, 1934) fue un abogado, empresario y político valenciano diputado en las Cortes Españolas durante la restauración borbónica. 

## Biografía
Era hijo de Juan Eduardo O'Connor y White y de María Concepción White y D'Ellisseche, de familias irlandesas establecidas en Benicarló desde el siglo XVIII y dedicados al comercio del vino Carlón. 
Doctor en derecho por la Universidad Central con la tesis: 'Exposición del derecho catalán y del aragonés en materia de familia y sucesiones y juicio de sus preceptos en comparación con el Derecho natural'.
Militó en el Partido Conservador, en el sector afín a Antonio Maura y Montaner. Con este partido fue elegido diputado por el distrito de Vinaroz (provincia de Castellón) en las elecciones de 1907. Sobrino del también diputado por Castellón en 1865, Juan Antonio White y D'Ellisseche.
Durante su periodo como diputado se aprobó la ley por la que se declaraba de utilidad pública el puerto de Benicarló.
Casó con Elena Fernández de Córdova y Ballesteros, natural de Utiel.